# التوانی
التوانی (به عربی: التوانی) یک منطقهٔ مسکونی در سوریه است که در استان ریف دمشق واقع شده‌است.

## خصوصیات
التوانی ۲٬۴۴۶ نفر جمعیت دارد.